# سارا جوردن باول
سارا جوردن باول (بالإنجليزية: Sara Jordan Powell)‏ هي كاتبة غنائية أمريكية، ولدت في 6 أكتوبر 1938 في تلسا في الولايات المتحدة.

## وصلات خارجية
- سارا جوردن باول على موقع ميوزك برينز (الإنجليزية)